# Чёрная Королева (Алиса в Зазеркалье)
Чёрная Королева также Красная Королева (англ. The Red Queen) — главная антагонистка сказки Льюиса Кэрролла «Алиса в Зазеркалье». Впервые Алиса встречается с ней в 1 главе «Зазеркальный дом», когда видит её ростом с шахматную фигуру. Однако в следующей главе «Сад, где цветы говорили» она встречает Королеву уже нормального роста, и та предлагает ей стать белой пешкой, чтобы Алиса, дойдя до 8-й клетки, смогла стать королевой.
Когда Алиса доходит до 8-й клетки, Белая и Чёрная Королевы говорят, что для того, чтобы стать королевой, ей нужно пройти «Королевский экзамен», и начинают задавать ей вопросы, например: что будет, если разделить булку на нож, и т. п. Вскоре обе Королевы засыпают, и Алиса становится королевой.
В экранизациях, объединяющих сюжеты дилогии нередко объединяются персонажи Червонной (карточной) и Чёрной (шахматной, в оригинале «Красной» — англ. Red Queen) королев. Сам Кэрролл различал этих двух схожих персонажей, а в статье «Алиса на сцене» он писал:

Я представлял себе Червонную Королеву воплощением безудержной страсти — нелепой и бессмысленной ярости. Чёрную Королеву я представлял себе также как фурию, но совсем иного рода; её страсть должна быть холодной и сдержанной; сама же она – чопорной и строгой, впрочем, не вовсе лишённой приветливости; педантичная до чрезвычайности, это квинтэссенция всех гувернанток!Оригинальный текст (англ.)I pictured to myself the Queen of Hearts as a sort of embodiment of ungovernable passion — a blind and aimless Fury. The Red Queen I pictured as a Fury, but of another type; her passion must be cold and calm — she must be formal and strict, yet not unkindly; pedantic to the 10th degree, the concentrated essence of all governesses!